# Baumwall

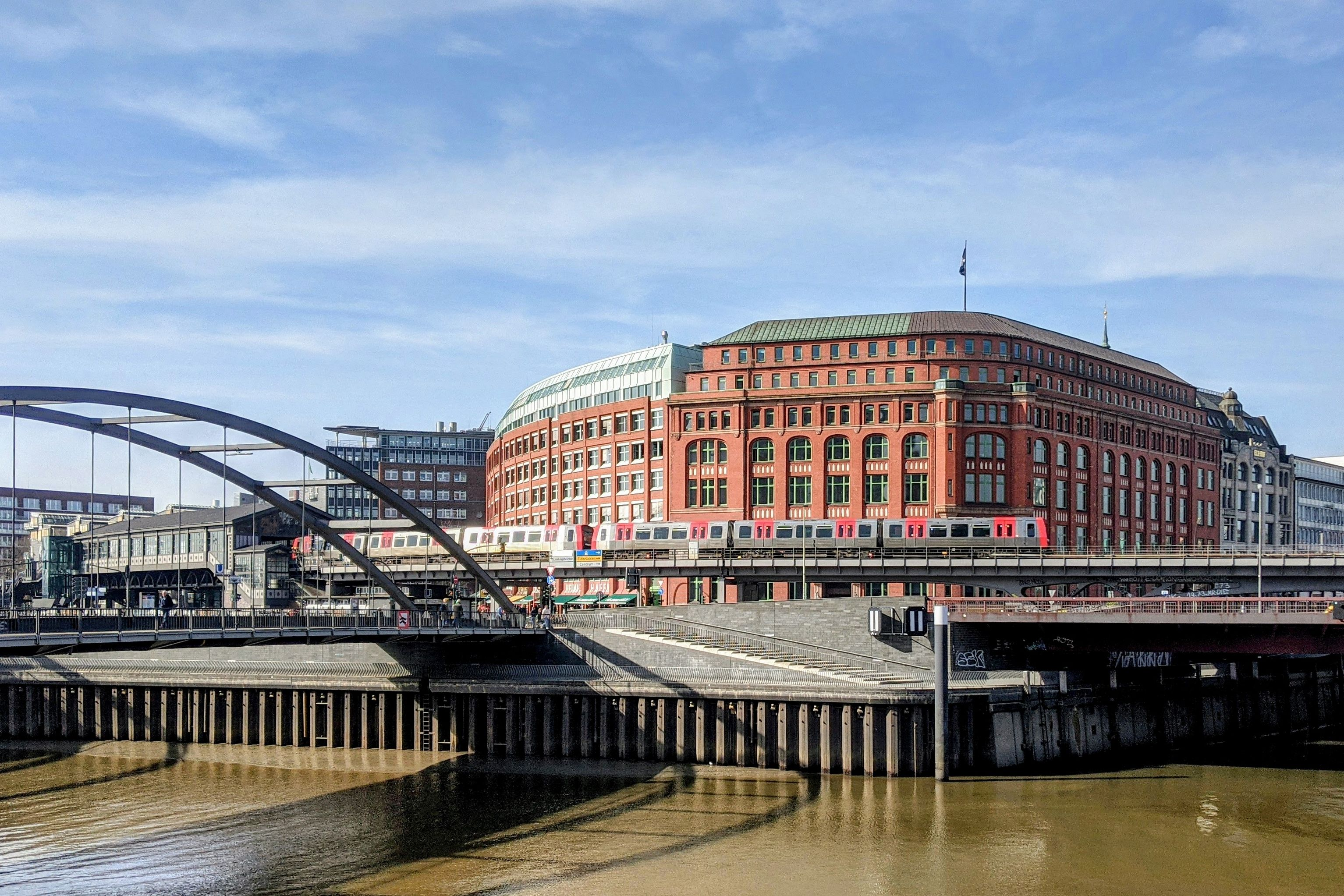
Baumwall vom Kehrwieder mit Slomanhaus und Hochbahntrasse

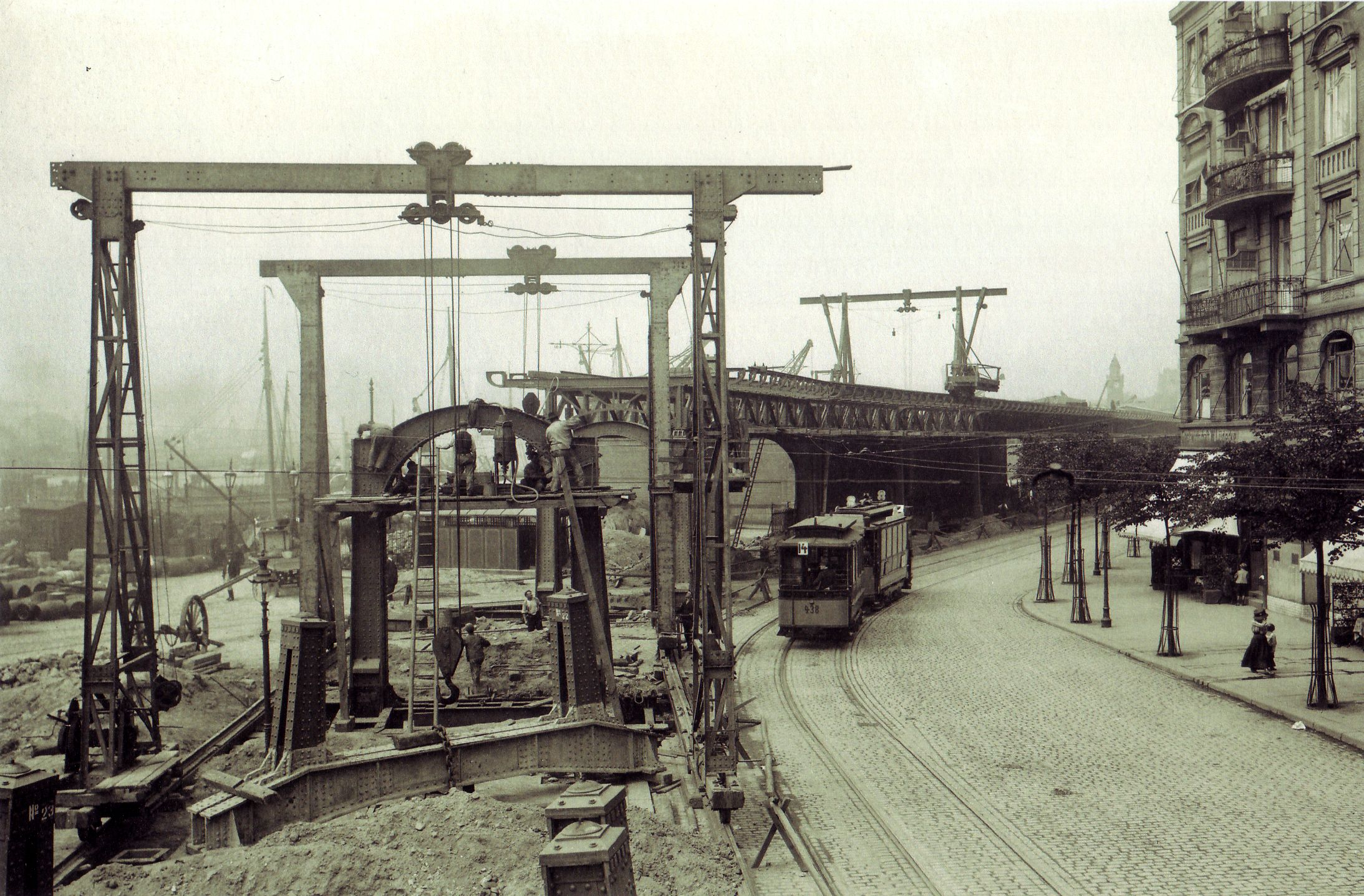
Bau des Hochbahnviadukts am Baumwall, um 1910

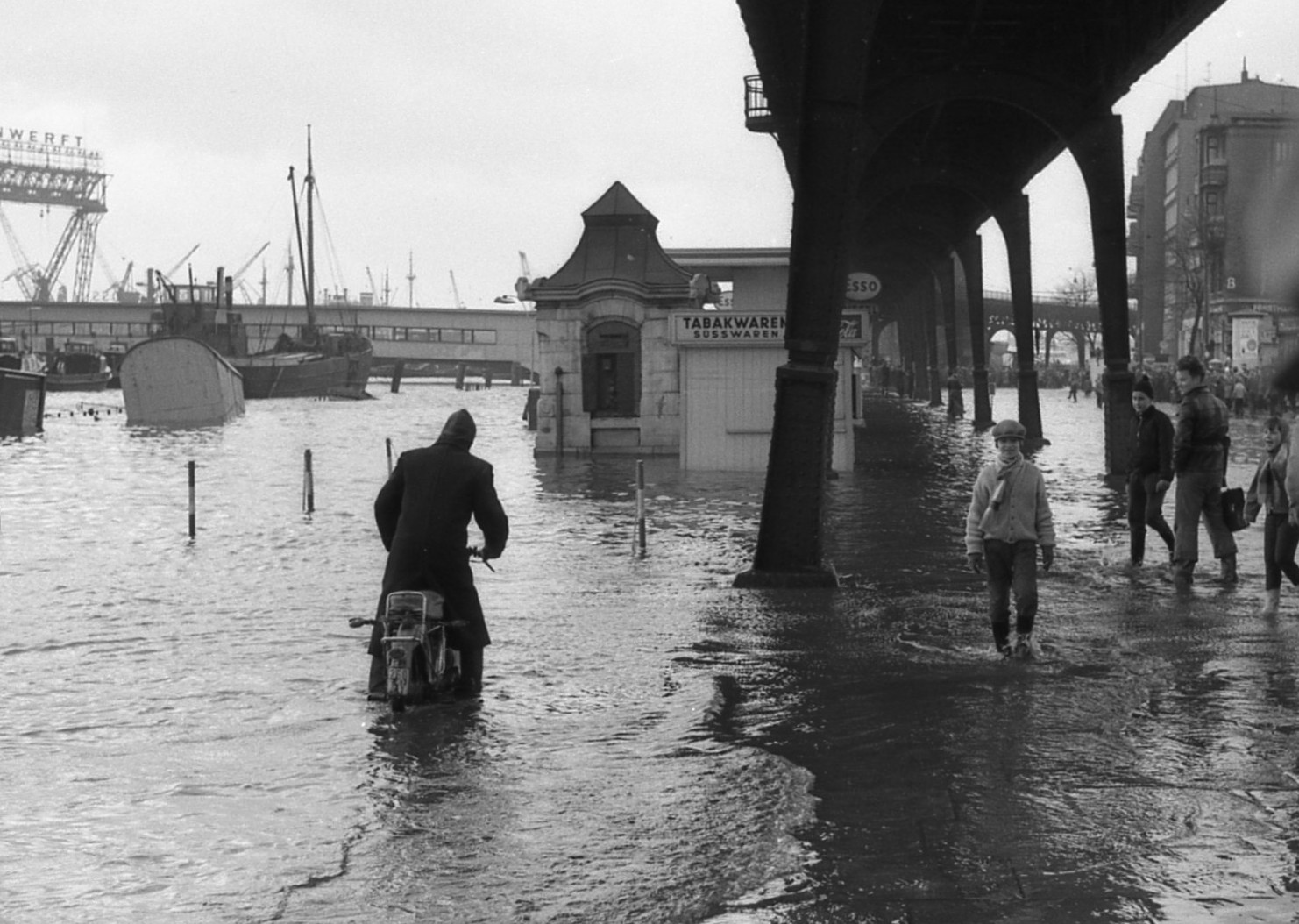
Überfluteter Baumwall bei der Sturmflut 1962

Der Baumwall ist eine rund 180 Meter lange Innerortsstraße im Stadtteil Hamburg-Neustadt und Namensgeber des dort gelegenen U-Bahnhofs Baumwall. Als Teil der Hafenrand-Straßenverbindung gehört der Baumwall zum Hauptverkehrsstraßennetz von Hamburg und trägt die amtliche Schlüsselnummer B111. Er wird werktags von rund 29.000 Kraftfahrzeugen befahren.
Benannt ist der Baumwall nach einer früheren Stadtbefestigung aus dem 16. Jahrhundert. Aufgrund seiner Lage am Hafenrand zwischen Landungsbrücken, Speicherstadt und Elbphilharmonie ist er eine wichtige touristische Landmarke, dominiert vom Slomanhaus, einem weithin sichtbaren Kontorhauskomplex aus dem Jahr 1910.

## Verlauf und Bebauung
Die Straße verläuft im Süden der Hamburger Innenstadt unmittelbar am Hafenrand in West-Ost-Richtung zwischen den von Norden her einmündenden Straßen Stubbenhuk und Steinhöft. Im Westen schließen die Vorsetzen in Richtung Landungsbrücken an, nach Osten die Binnenhafenbrücke in Richtung Rödingsmarkt sowie die weitgehend parallel verlaufende Otto-Sill-Brücke in Richtung Kajen. Die Straße besteht aus zwei getrennten, jeweils zwei- bis dreistreifigen Richtungsfahrbahnen, zwischen denen der Hochbahnviadukt mit dem U-Bahnhof verläuft. Nur die Nordseite ist mit Geschäftshäusern bebaut, auf der Südseite schließt unmittelbar die auf der Flutschutzmauer verlaufende Jan-Fedder-Promenade an, östlich davon zweigen die beiden Niederbaumbrücken zur Speicherstadt ab. Teilweise unter der Straße bzw. westlich anschließend befindet sich das Baumwallsperrwerk, das die Mündung des benachbarten Herrengrabenfleets seit 1967 vor Sturmfluten schützt.

## Geschichte

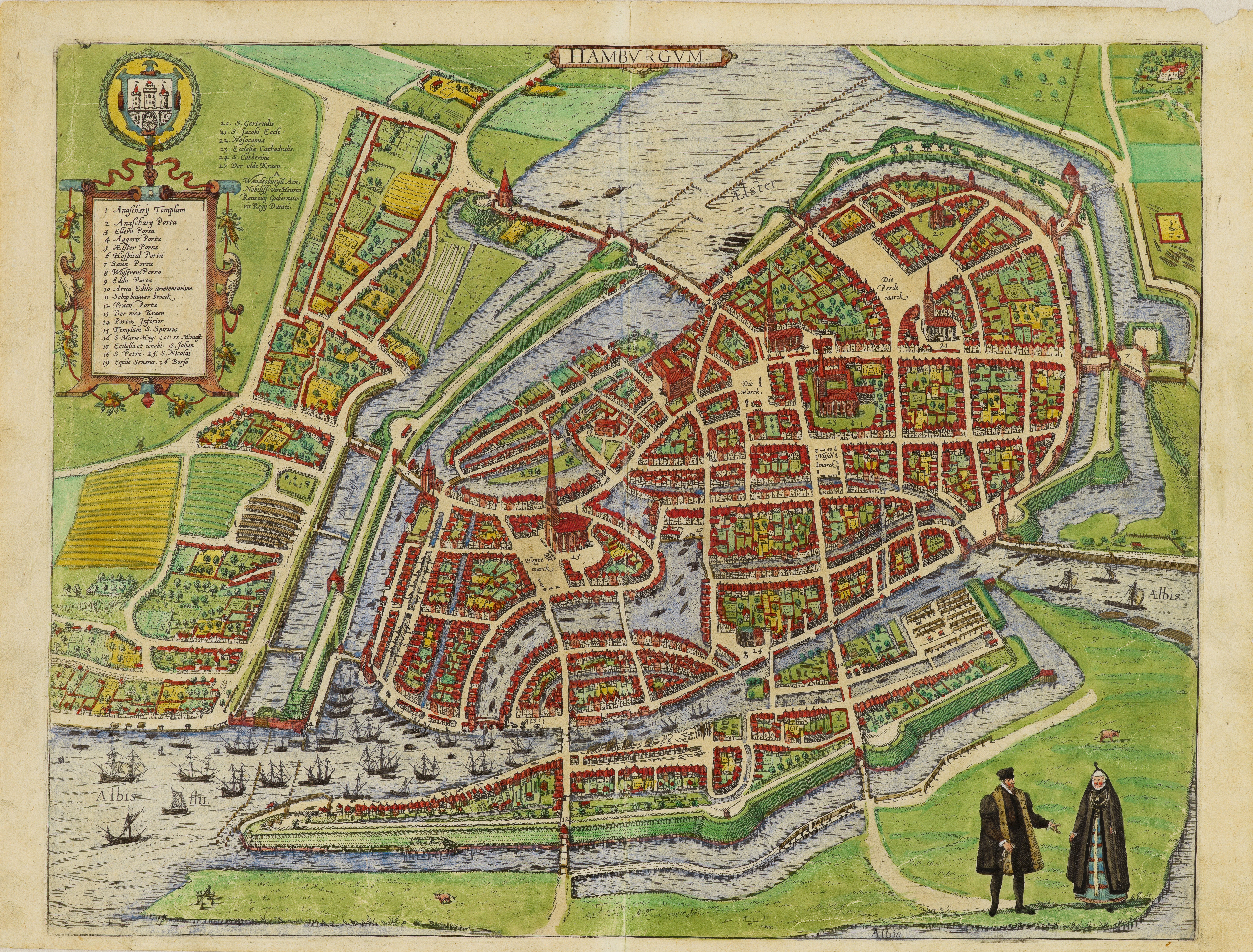
Hamburg um 1590. Baumwall und Niederbaum sind links unten im Bild erkennbar

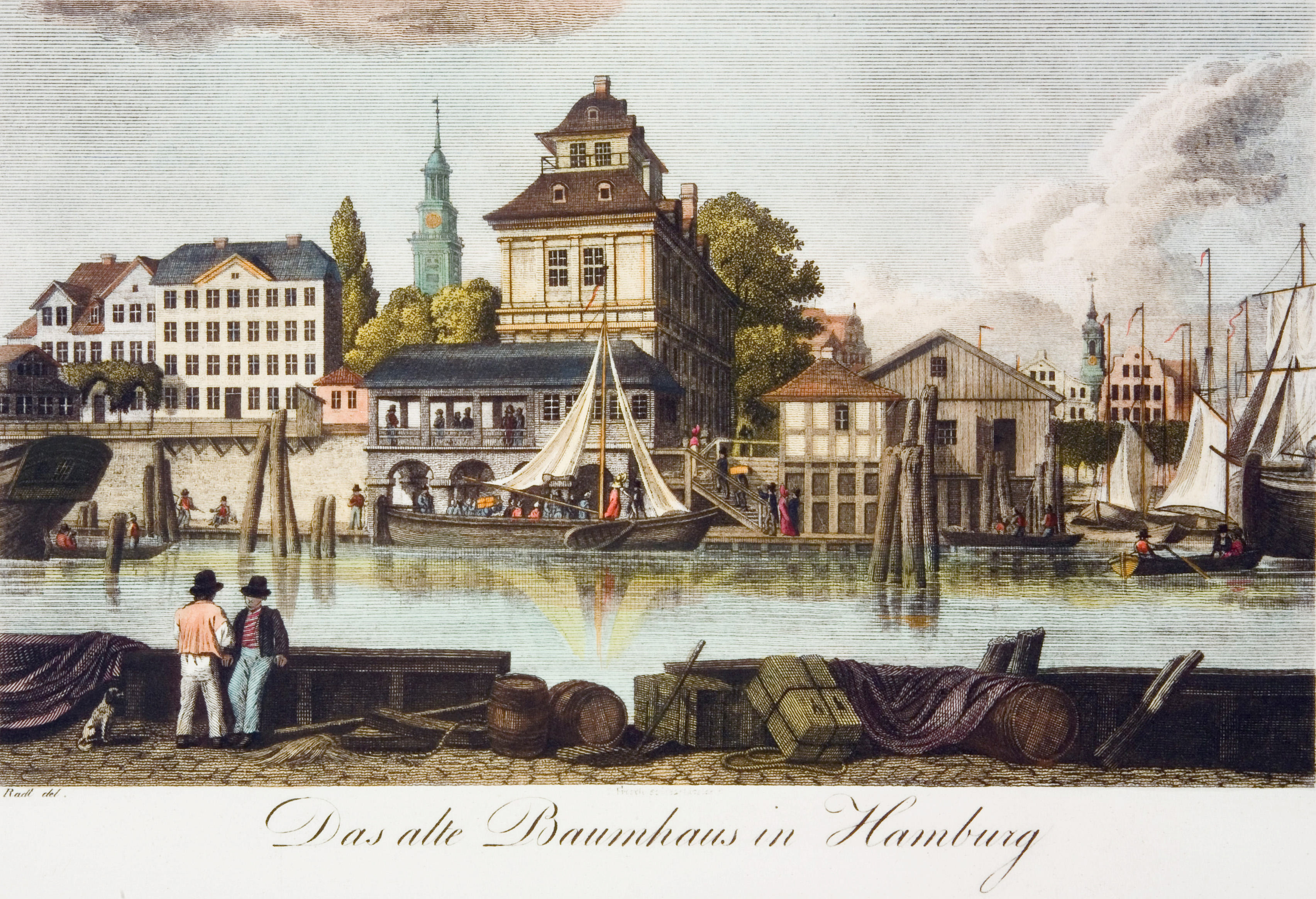
Das Baumhaus um 1820

Als Baumwall bezeichnete man ursprünglich den südlichen Abschnitt bzw. Endpunkt des 1531 errichteten Neuen Walls, der damals nur die Hamburger Altstadt nach Westen abschirmte, während die heutige Neustadt erst zu Beginn des 17. Jahrhunderts in den erweiterten Festungsring einbezogen wurde. Der Name Baumwall rührt daher, dass an dieser Stelle die westliche Einfahrt in den Binnenhafen bis 1852 nachts durch eine Barriere aus Baumstämmen gesichert wurde, den sogenannten Niederbaum etwa bei der heutigen Niederbaumbrücke. Eine weitere Barriere, der Oberbaum im Bereich des Oberhafens, schützte den Hafen nach Osten bzw. stromaufwärts.
Diese Schutzfunktion behielten Baumwall und Niederbaum auch nach dem Bau des großen Wallrings. 1662 wurde vor dem Wall das Baumhaus errichtet, das als Hafenaufseherbüro, Zoll-, Börsen-, Konzert- und Wirtshaus genutzt wurde und bis 1857 bestand. Ein weiteres „Blockhaus“ befand sich mitten im Elbstrom auf einer künstlich aufgeschütteten Verlängerung der Kehrwiederspitze und diente ebenfalls dem Schutz des Hafens. Die Bebauung der heutigen Straße mit Wohnhäusern erfolgte ab 1712, später übertrug sich der Name vom inzwischen eingeebneten Wall auf den Straßenabschnitt zwischen Stubbenhuk und Steinhöft.
1908–10 wurde an der Ecke zum Steinhöft das Slomanhaus, eines der größten Kontorhäuser jener Zeit errichtet. 1911/12 folgte der Bau der hier auf einem Viadukt in der Straßenmitte verlaufenden U-Bahn mit der Haltestelle Baumwall. Die heute von der Ringlinie U3 bediente Station hat eine Stahlhalle, die nach Plänen der Ingenieure Vogel und Volz von der Siemens-Bauabteilung errichtet wurde. Ende der 1980er Jahre wurde ein zweiter Ausgang am westlichen Ende eingerichtet, von dem eine Brücke zum Verlagshaus Gruner+Jahr und weiter zur St.-Michaelis-Kirche führt.
Bis zur Sturmflut 1962 grenzte der Baumwall unmittelbar an die Kaimauer, die Flutschutzmauer mit der heutigen Jan-Fedder-Promenade wurde erst nach der Katastrophe erbaut und bis 2020 umfassend erneuert und erhöht.